# زيد الخير
زيد الخير ويُعرف باسم زيد الخيل هو زيد بن مهلهل أبو مكنف الطائي النبهاني المختلسي المعروف  بزيد الخيل في الجاهلية، ثم سماه النبي محمد صلى الله عليه وسلم بزيد الخير. كان هذا الصحابي الجليل علماً من أعلام الجاهلية، وكان من أجمل الرجال، وأتمهم خِلقة، وأطولهم قامة، حتى إنه كان يركب الفرس فتمس رِجلاه الأرض، وكان فارساً عظيماً وراميًا من الطراز الأول.

## أبناؤه
وله ابنان: مكنف وحريث، أسلما وصحبا النبي ، كما أن له ابناً اسمه عروة.

## قصة إسلامه
لما بلغت أخبار النبي محمد  سَمعَ زيد الخيل ووقف على شيء مما يدعو إليه، أعد راحلته وجمع السادة الكبراء من قومه وفيهم زر بن سدوس، ومالك بن جبير، وعامر بن جوين، وغيرهم ودعاهم إلى زيارة يثرب (المدينة المنورة) ولقاء النبي ، وكان سيد قومه وفارسا عظيما، إذا أسلم أسلم معه كبار القوم وعليتهم. وركب زيد الخيل، ومعه وفد كبير من طيئ، فلما بلغوا المدينة، توجهوا إلى المسجد النبوي الشريف، وأناخوا ركائبهم ببابه، وصادف عند دخولهم أن كان النبي  يخطب المسلمين على المنبر وقت خطبة الجمعة، فراعهم كلامه، وأدهشهم تعلق المسلمين به.
ولقد كان النبي  فطناً فلما أبصرهم، ورأى وفدا يدخل المسجد أول مرة، حتى أدار بعض الكلام وخاطبهم به، فقال:
«إني خير لكم من العزى، ومن كل ما تعبدون، إني خير لكم من الجمل الأسود، الذي تعبدونه من دون الله». (كل عصر فيه شيء ثمين، ويبدو أن الجمل الأسود، كان أغلى أنواع الجمال).
فوقع كلام الرسول  في نفس زيد الخيل ومن معه موقعين مختلفين، بعضهم استجاب للحق، وأقبل عليه، وبعضهم تولى عنه، واستكبر عليه مثل زر بن سدوس الذي دب الحسد في قلبه، وملأ الخوف فؤاده عندما رأى رسول الله  في موقفه الرائع، تحفّه القلوب، وتحوطه العيون، ثم قال لمن معه: «إني لأرى رجلاً ليملكنَّ رِقاب العرب، والله لا أجعله يملك رقبتي أبداً»، ثم توجه إلى بلاد الشام، وحلق رأسه وتنصر. وأما زيد والآخرون، فقد كان لهم شأن آخر، فما إن انتهى النبي  من خطبته، حتى وقف زيد الخيل، بين جموع المسلمين، وقف بقامته الممشوقة، وأطلق صوته الجهير وقال: (يا محمد، أشهد أن لا إله إلا الله، وأنك رسول الله).
أقبل النبي  على زيد الخيل ثم قال: «من أنت؟»
قال: (أنا زيد الخيل بن مهلهل)
فقال : «بل أنت زيد الخير، لا زيد الخيل، الحمد لله الذي جاء بك من سهلك وجبلك، ورقق قلبك للإسلام». فعُرف بعد ذلك بزيد الخير.
ثم أسلم مع زيد جميع من صحبه مِن قومه ثم مضى به النبي ، إلى منزله، ومعه عمر بن الخطاب، ولفيف من الصحابة م، فلما بلغوا البيت طرح النبي  لزيد متكأً، فعظُم عليه أن يتكئ في حضرة النبي ، رغم أنه لم يمض على إسلامه سوى نصف ساعة، أو ربع ساعة، وقال: (والله يا رسول الله، ما كنت لأتكئ في حضرتك)، وردّ المتكأ وما زال يعيده إلى النبي  وهو يردّه، ولما استقر بهم المجلس، قال لزيد الخير: «يا زيد ما وُصف لي رجل قط، ثم رأيته، إلا كان دون ما وُصف، إلاَّ أنت».
ثم قال : «يا زيد، إن فيك خصلتين، يحبهما الله ورسوله»
قال: (وما هما يا رسول الله؟)
قال : «الأناة والحلم»
فقال زيد الخير وكله أدب: (الحمد لله الذي جعلني على ما يُحب الله ورسوله)
ثم التفت إلى النبي  وقال: (يا رسول الله، أعطني ثلاثمائة فارس، وأنا كفيل لك، بأن أغير بهم على بلاد الروم، وأنال منهم)
فأكبر النبي ، همته هذه، وقال له: «لله درك يا زيد، أي رجلٍ أنت؟»

## وباء المدينة
لما همّ زيد بالرجوع إلى بلاده في نجد ودّعه النبي  ، وقطع له فيد وأرضين معه وكتب له بذلك وقال بعد أن ودعه: «أي رجل هذا؟ كم سيكون له من الشأن، لو سلم من وباء المدينة»
وكانت المدينة آنئذ موبوءة بالحمى، فما إن برحها زيد الخير حتى أصابته، فقال لمن معه: (جنبوني بلاد قيس، فقد كانت بيننا وبينهم حماسات من حماقات الجاهلية، ولا والله لا أقاتل مسلما حتى ألقى الله عز وجل). وتابع زيد الخير سيره نحو ديار أهله في نجد على الرغم من أن وطأة الحمى كانت تشتد عليه ساعة بعد أخرى.

## وفاته
كان زيد الخير يتمنى أن يلقى قومه، وأن يكتب الله لهم الإسلام على يديه، وطفق يسابق المنية، والمنية تسابقه، لكنها ما لبِثت أن سبقته، فلفظ أنفاسه الأخيرة في بعض الطريق، ولم يكن بين إسلامه وموته متسع لأن يقع في ذنب.
لما انتهى زيد الخير من بلد نجد إلى ماء من مياهه يقال له: «فردة»، أصابته الحمى، فمات بها، ولما أحس بالموت قال:

.وحين مكوث زيد الخيل في فردة وهو مريض بالحمى لمدة ثلاث ليال، قال: